# مثلجات موتشي
مثلجات مُتشي أو موجي هي حلوى مصنوعة من الموتشي ومحشوة بالمثلجات تم اختراعها من قبل فرانسيس هاشيموتو.